# Política exterior de Estonia
La República de Estonia obtuvo su independencia del Imperio ruso el 24 de febrero de 1918 y estableció relaciones diplomáticas con numerosos países a través de su membresía en la Sociedad de Naciones. La incorporación forzosa de Estonia a la Unión Soviética en 1940 no fue reconocida por la mayoría de la comunidad internacional, y el servicio diplomático estonio continuó operando en algunos países. Tras la restauración de la independencia respecto a la Unión Soviética, Rusia fue una de las primeras naciones en volver a reconocer la independencia de Estonia (el primer país en hacerlo fue Islandia, el 22 de agosto de 1991). La prioridad inmediata de Estonia tras recuperar su independencia fue lograr la retirada de las fuerzas rusas (anteriormente soviéticas) de su territorio, lo cual se completó en agosto de 1994. Sin embargo, las relaciones con Moscú han seguido siendo tensas, principalmente porque Rusia decidió no ratificar el tratado fronterizo que había firmado con Estonia en 1999.

## Tendencias tras la independencia

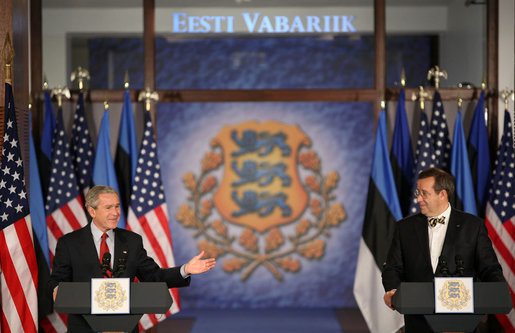
El presidente Toomas Hendrik Ilves y el presidente George W. Bush, en Estonia 2006.

Desde que recuperó su independencia, Estonia ha seguido una política exterior de estrecha cooperación con las naciones de Europa Occidental. Los dos objetivos políticos más importantes en este ámbito han sido el ingreso en la OTAN y en la Unión Europea, logrados en marzo y mayo de 2004, respectivamente. El alineamiento internacional de Estonia hacia Occidente ha estado acompañado de un deterioro generalizado en las relaciones con Rusia, ejemplificado recientemente por la polémica en torno a la reubicación del monumento soviético del Soldado de Bronce en Tallin.
Estonia se ha convertido en una firme defensora del fortalecimiento de la integración europea. La decisión de participar en la preparación de un impuesto a las transacciones financieras en 2012 refleja este giro en la política estonia hacia la UE.
Un elemento clave en la reorientación de Estonia tras recuperar su independencia ha sido el fortalecimiento de los lazos con los países nórdicos, especialmente Finlandia y Suecia. De hecho, los estonios se consideran a sí mismos un pueblo nórdico, ya que son un pueblo finoúgrico como los finlandeses y no báltico, basándose en sus vínculos históricos con Dinamarca y particularmente con Finlandia y Suecia. En diciembre de 1999, el entonces ministro de Asuntos Exteriores de Estonia (y presidente del país desde 2006), Toomas Hendrik Ilves, pronunció un discurso titulado «Estonia como país nórdico» en el Instituto Sueco de Asuntos Internacionales. En 2003, el Ministerio de Asuntos Exteriores organizó también una exposición llamada «Estonia: nórdica con un giro». En 2005, Estonia se unió al Grupo de Combate Nórdico de la Unión Europea. Asimismo, ha mostrado un interés continuo en convertirse en miembro pleno del Consejo Nórdico.
Mientras que en 1992 Rusia representaba el 92 % del comercio internacional de Estonia, en la actualidad existe una interdependencia económica significativa entre Estonia y sus vecinos nórdicos: tres cuartas partes de la inversión extranjera en Estonia provienen de los países nórdicos (principalmente Finlandia y Suecia), hacia los cuales Estonia dirige el 42 % de sus exportaciones (en comparación con un 6,5 % a Rusia, un 8,8 % a Letonia y un 4,7 % a Lituania). Por otro lado, el sistema político estonio, su tipo impositivo plano sobre la renta y su modelo no basado en un estado de bienestar lo distinguen de los demás países nórdicos, e incluso de muchos otros países europeos.

## Controversias internacionales

### Cuestiones territoriales entre Estonia y Rusia

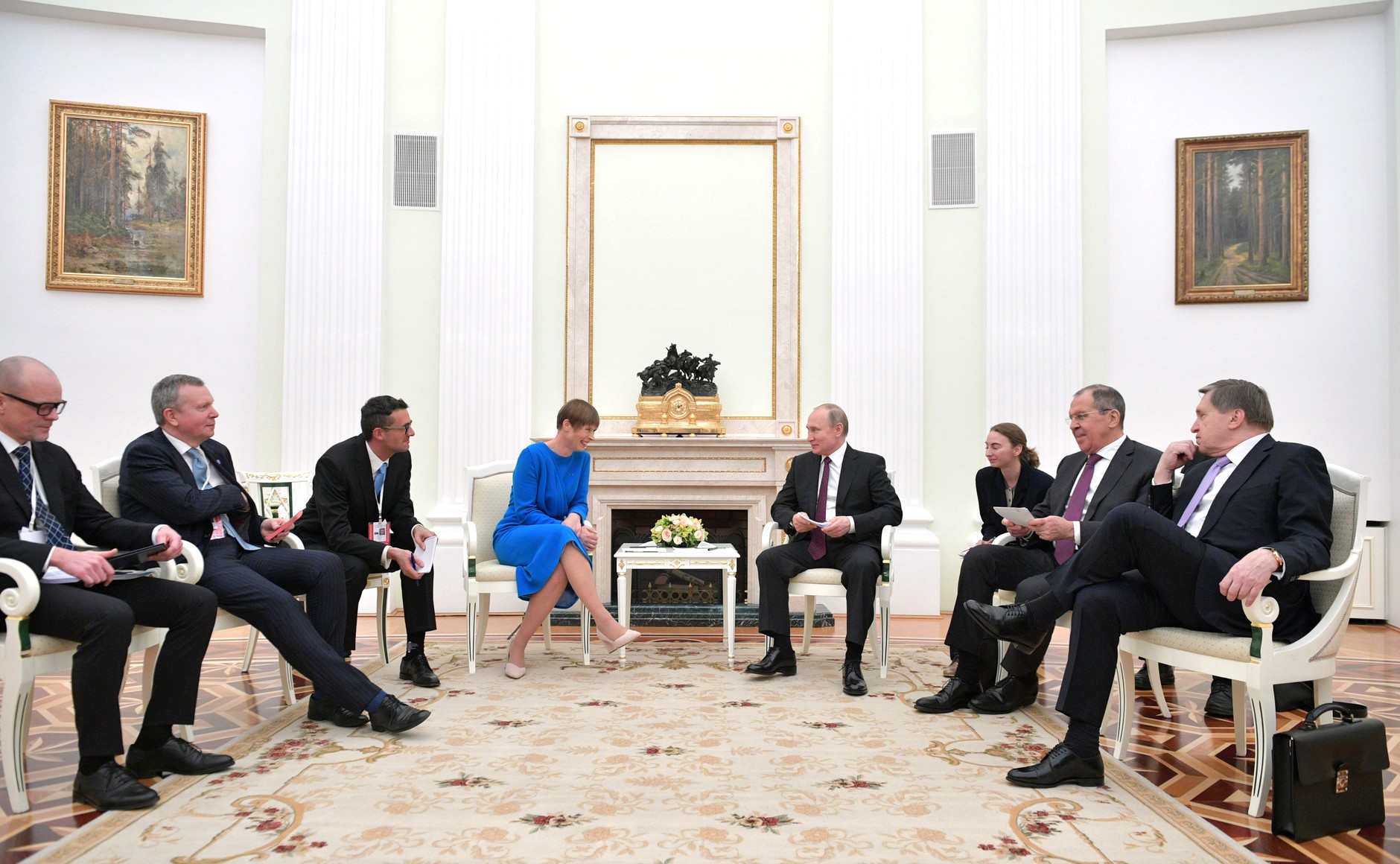
La presidenta estonia, Kersti Kaljulaid, con el presidente ruso, Vladímir Putin, en Moscú el 18 de abril de 2019.

Tras la disolución de la Unión Soviética, Estonia esperaba la devolución de más de 2000 kilómetros cuadrados de territorio que fueron anexados por Rusia tras la Segunda Guerra Mundial en 1945. Estas tierras anexadas se encontraban dentro de las fronteras estonias reconocidas por Rusia en el Tratado de Paz de Tartu de 1920. Sin embargo, el gobierno de Borís Yeltsin se desligó de toda responsabilidad por los actos cometidos por la Unión Soviética.
Luego de la firma del tratado fronterizo por parte del ministro de Asuntos Exteriores correspondiente en 2005, este fue ratificado por el gobierno y el presidente de Estonia. La parte rusa interpretó el preámbulo como una posible base para futuras reclamaciones territoriales por parte de Estonia, y Vladímir Putin notificó que Rusia no aceptaría tal posibilidad. Las negociaciones se reanudaron en 2012 y el tratado fue firmado en febrero de 2014. La ratificación aún está pendiente.

## Relaciones internacionales

### Multilateral
- Unión Europea: Estonia ingresó en la Unión Europea como miembro de pleno derecho el 1 de mayo de 2004.[12]
- Organización del Tratado del Atlántico Norte: Estonia ingresó en la OTAN como miembro de pleno derecho el 29 de marzo de 2004.[1]

### África
- Egipto: Egipto reconoció a Estonia por primera vez en 1937 y la volvió a reconocer el 6 de septiembre de 1991.[13]
- Etiopía: Etiopía está acreditada ante Estonia desde su embajada en Bruselas (Bélgica).[14]
- Lesoto: Ambos países establecieron relaciones diplomáticas en septiembre de 2012.[15]
- Marruecos: Estonia está acreditada ante Marruecos desde su embajada en Lisboa (Portugal).[16]
- Sudáfrica: Sudáfrica está acreditada ante Estonia desde su embajada en Estocolmo (Suecia).

### América del Sur, Norte y Central
- Argentina: Argentina está acreditada ante Estonia desde su embajada en Helsinki, Finlandia.[17]
- Belice: Ambos países establecieron relaciones diplomáticas el 5 de mayo de 1999.[18]
- Bolivia: Bolivia está acreditada ante Estonia desde su embajada en Estocolmo (Suecia).
- Brasil: Estonia está acreditada ante Brasil desde su Ministerio de Asuntos Exteriores en Tallin.[19]
- Canadá: Estonia tiene embajada en Ottawa.[20]
- Chile: Chile reconoció a Estonia por primera vez el 22 de septiembre de 1921. Chile volvió a reconocer a Estonia el 28 de agosto de 1991 y las relaciones diplomáticas entre ambos países se establecieron el 27 de septiembre de 1991.[21][22][23] El 2 de diciembre de 2000 entró en vigor un acuerdo de exención de visados entre Estonia y Chile. Ambos países también tienen en vigor un Memorándum de cooperación entre los Ministerios de Asuntos Exteriores y se están preparando acuerdos de cooperación cultural, turística e informática.[21]
- Colombia: Colombia define a Estonia como un aliado importante y un actor clave en la adhesión de Colombia a la OCDE y la ratificación del Acuerdo Comercial Colombia-Unión Europea.[24]
- Costa Rica: Costa Rica no está acreditada ante Estonia.[25]
- Cuba: Cuba está acreditada ante Estonia desde su embajada en Helsinki, Finlandia.[26]
- Estados Unidos: Estonia tiene una embajada en Washington D. C. y consulados generales en Nueva York y San Francisco.[27]
- El Salvador: El Salvador está acreditado ante Estonia desde su embajada en Estocolmo, Suecia.
- Guyana: Ambos países establecieron relaciones diplomáticas el 19 de abril de 1997.[28]
- México: México está acreditado ante Estonia desde su embajada en Helsinki (Finlandia) y mantiene un consulado honorario en Tallin.[29]
- Perú: Perú está acreditado ante Estonia desde su embajada en Helsinki (Finlandia) y mantiene un consulado honorario en Tallin.[30]
- San Cristóbal y Nieves: Ambos países establecieron relaciones diplomáticas el 23 de septiembre de 2009.[31]
- Uruguay: Estonia no está acreditada ante Uruguay.
- Venezuela: Estonia no está acreditada en Venezuela.

### Oceanía
- Australia: Australia está acreditada ante Estonia a través de una embajada a tiempo parcial (pop-up) en Tallin desde 2018.[32]
- Nueva Zelanda: Estonia está acreditada ante Nueva Zelanda desde su embajada en Canberra (Australia).[33]
- Samoa: Ambos países establecieron relaciones diplomáticas el 23 de enero de 2009.[34]
- Tonga: Ambos países establecieron relaciones diplomáticas el 13 de marzo de 2015.[35]

### Asia
- Afganistán
  - Afganistán está acreditado ante Estonia desde su embajada en Varsovia (Polonia).[36]
  - Estonia está acreditada ante Afganistán desde su Ministerio de Asuntos Exteriores en Tallin.
- Armenia
  - Armenia está acreditada ante Estonia desde su embajada en Varsovia (Polonia) y un consulado honorario en Tallin.[37]
  - Estonia está acreditada ante Armenia desde su embajada en Tiflis (Georgia) y a través de un consulado honorario en Ereván.[38]
  - En Estonia viven unos 2000 descendientes de armenios.[39]
  - Ambos países son miembros de pleno derecho del Consejo de Europa.[40]
- Azerbaiyán
  - Estonia reconoció la independencia de Azerbaiyán el 20 de febrero de 1992.[41]
  - Las relaciones diplomáticas entre Azerbaiyán y Estonia están establecidas desde el 20 de abril de 1992.[42]
  - Azerbaiyán tiene una embajada en Tallin.
  - Estonia tiene una embajada en Bakú.
  - Ambos países son miembros de pleno derecho del Consejo de Europa.[40]
- Camboya: Camboya está acreditada ante Estonia desde su embajada en Moscú (Rusia).
- China: En junio de 2020, Estonia se opuso abiertamente a la ley de seguridad nacional de Hong Kong.[43]
- Georgia: Ministerio de Asuntos Exteriores de Estonia sobre las relaciones con Georgia.[44]